# Twinity

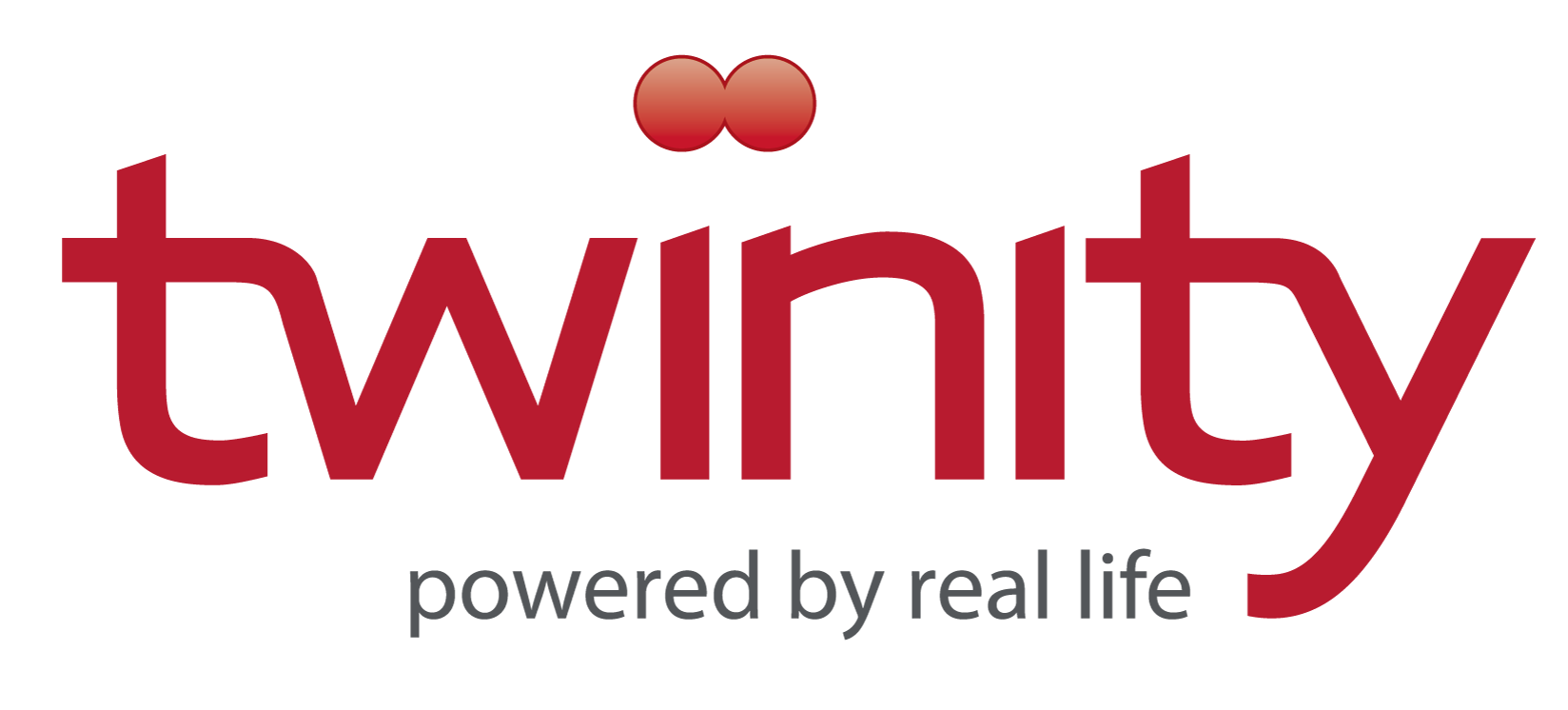
Logo da Twinity.

Twinity é um mundo virtual online em 3D, para construir réplicas em escala real das grandes cidades de todo o mundo. É desenvolvido por Metaversum GmbH, uma empresa sediada em Berlim, na Alemanha. Oferece com precisão versões virtuais de cidades do mundo real, também chamado de "mundo espelho" ou "metaverso". Numa versão beta aberta ao público, começou em Setembro de 2008 com o lançamento da primeira cidade Twinity virtual: Berlim. Mais tarde seguiram-se Singapura, Londres, Miami e Nova Iorque.